# Laisenia Qarase
Laisenia Qarase (Vanua Balavu, 4 de fevereiro de 1941 — Suva, 21 de abril de 2020) foi um político e banqueiro fijiano.
Foi nomeado primeiro-ministro das Fiji em julho de 2000, pela junta militar que havia tomado o poder no mesmo ano, tendo sido deposto por um golpe militar em dezembro de 2006.

## Morte
Laisenia morreu no dia 21 de abril de 2020, aos 79 anos.